# Gorceixite
La gorceixite est une espèce minérale du groupe des phosphates et du sous-groupe des phosphates anhydres sans anions étrangers, de formule BaAl3(PO4)(PO3OH)(OH)6.

## Historique de la description et appellations

### Inventeur et étymologie
La gorceixite a été décrite en 1906 par Hussak.  Elle fut nommée ainsi en l'honneur de Claude-Henri Gorceix (1842-1919), géologue minier, minéralogiste et physicien français, créateur de l'École des Mines d'Ouro Preto au Brésil. Révisée en 1951 par Palache, Berman et Frondel.

### Topotype
- Rivière Abaeté, São Gonaçalo do Abaeté, Minas Gerais

### Synonymes
- bariohitchcockite (E.T. Wherry, 1916)[5].
- ferrazite (TH Lee & Luis Flores De Moralès, 1921)  dédiée au  Dr Ferraz[6].
- geraesite (Farrington, 1912) [7].
- gosseixite (variante orthographique très peu usitée).

## Caractéristiques physico-chimiques

### Critères de détermination
La gorceixite est un minéral de couleur incolore, blanchâtre, brune, verte ou encore orangée, se présentant sous la forme de cristaux rhombiques dépassant rarement le centimètre, ou encore en masses botryoïdales ou fibroradiées, et en pseudomorphose, de la fluorine par exemple. Elle possède un éclat vitreux à mat, elle est transparente à translucide, se casse de façon conchoïdale et ne présente pas de clivage. Sa dureté est de 6 et sa densité mesurée est de 3.036 à 3.185.

### Cristallochimie
- La gorceixite forme une série avec la goyazite.
- Elle fait partie du groupe de la crandallite selon la classification de Strunz où l'on trouve de façon générale le groupe d'éléments (AB)5(XO4)3Zq·x(H2O).

| Minéral           | Formule                               | Groupe ponctuel | Groupe d'espace |
| ----------------- | ------------------------------------- | --------------- | --------------- |
| Arsenogorceixite  | BaAl3AsO3(OH)(AsO4,PO4)(OH,F)6        | 3m              | R3m             |
| Arsenocrandallite | (Ca,Sr)Al3[(As,P)O4]2(OH)5·(H2O)      | 3m              | R3m             |
| Arsenowaylandite  | BiAl3(AsO4)2(OH)6                     | 3m              | R3m             |
| Benauite          | HSrFe3(PO4)2(OH)6                     | 3m              | R3m             |
| Arsenogoyazite    | (Sr,Ca,Ba)Al3(AsO4,PO4)2(OH,F)5·(H2O) | 3m              | R3m             |
| Dussertite        | BaFe3(AsO4)2(OH)5                     | 3m              | R3m             |
| Crandallite       | CaAl3(PO4)2(OH)5·(H2O)                | 3m              | R3m             |
| Goyazite          | SrAl3(PO4)2(OH)5·(H2O)                | 3m              | R3m             |
| Gorceixite        | BaAl3(PO4)(PO3OH)(OH)6                | 3m              | R3m             |
| Kintoréite        | PbFe3(PO4)2(OH,H2O)6                  | 3m              | R3m             |
| Lusungite         | (Sr,Pb)Fe3(PO4)2(OH)5·(H2O)           | 3m              | R3m             |
| Philipsbornite    | PbAl3(AsO4)2(OH)5·(H2O)               | 3m              | R3m             |
| Plumbogummite     | PbAl3(PO4)2(OH)5·(H2O)                | 3m              | R3m             |
| Segnitite         | PbFe3H(AsO4)2(OH)6                    | 3m              | R3m             |
| Springcreekite    | BaV3(PO4)2(OH,H2O)6                   | 3m              | R3m             |

### Cristallographie

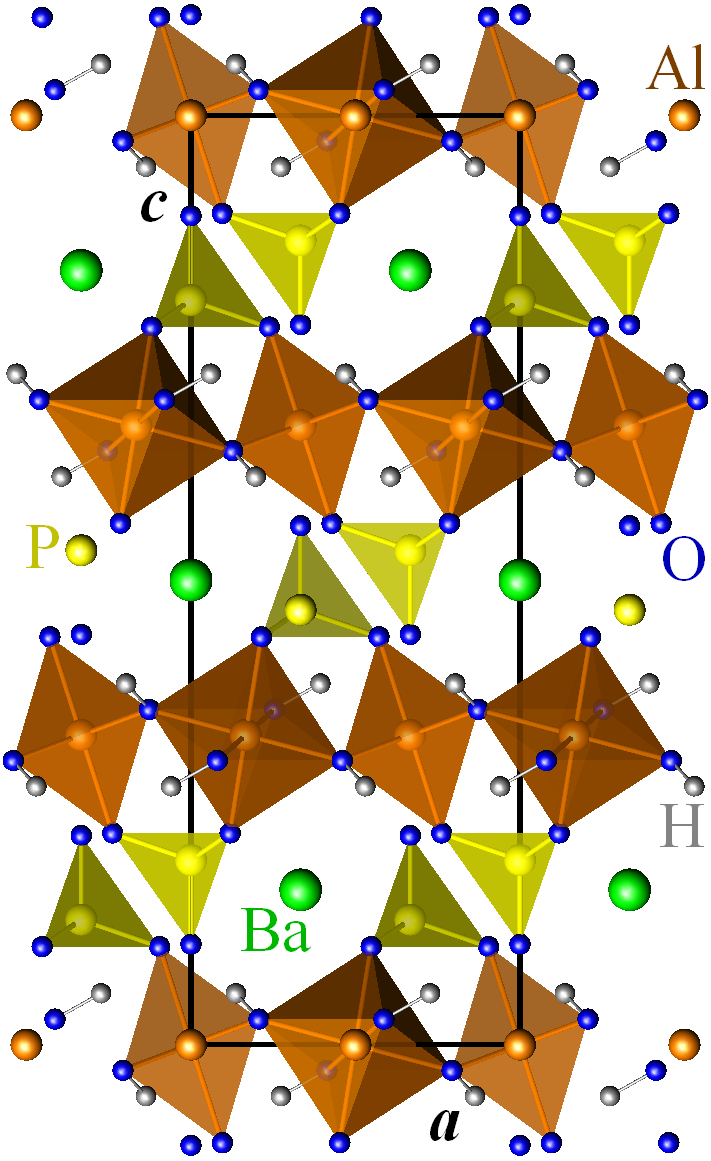
Structure cristalline de la gorceixite projetée le long de la direction b.

- Paramètres de la maille conventionnelle : a = 12.195–12.225 Å, b = 7.040–7.056 Å, c = 7.055–7.061 Å, β = 125.10−125.30°, Z = 2, V = 491.27 Å³
- Groupe d'espace : {\displaystyle R} 3{\displaystyle m}
- Système cristallin : trigonal
- Densité calculée : 3,389 (légèrement supérieure à la densité mesurée)

### Propriétés chimiques
- La gorceixite est composée de 43,81 % d'oxygène, 26,86 % de baryum, 15,83 % d'aluminium, 12,12 % de phosphore et de 1,38 % d'hydrogène.
- Sa masse formulaire est de 511,266 uma, soit 8,49 × 10−25kg.

## Gîtes et gisements

### Gîtologie et minéraux associés
GîtologieLa gorceixite est un minéral secondaire ; elle se trouve dans des coticules et autres roches sédimentaires
dans les carbonatites
dans les zones hydrothermales d'altération argileuse
dans des greisens à topaze
ainsi que dans des rivières de sables diamantifères.
Minéraux associésDawsonite, alumohydrocalcite, nordstrandite (Bassin de Sydney, Australie)
lazulite, sidérite, limonite, quartz (Big Fish River, Canada)
diamant (rivières de sable).

### Gisements producteurs de spécimens remarquables
- Allemagne

Mine Clara, Forêt-Noire, Bade-Wurtemberg
- Australie

Mines du Mont Lyell, Tasmanie
- Autriche

Elmleiten, Styrie
- Brésil

Catalão, Goiás
Nombreuses localités, Minas Gerais
- Canada

Big Fish River, Yukon
- États-Unis

Alabama
Arkansas
Carrière Bennett, Comté d'Oxford, Maine
- France

Mine les Montmins, Allier, Auvergne
Trévenaste, Morbihan, Bretagne
Montebras, Creuse.